# Dumarao
Dumarao è una municipalità di terza classe delle Filippine, situata nella Provincia di Capiz, nella Regione del Visayas Occidentale.
Dumarao è formata da 33 baranggay:
- Agbatuan
- Aglalana
- Aglanot
- Agsirab
- Alipasiawan
- Astorga
- Bayog 	198
- Bungsuan
- Calapawan
- Codingle
- Cubi
- Dacuton
- Dangula
- Gibato
- Guinotos
- Jambad
- Janguslob

- Lawaan
- Malonoy
- Nagsulang
- Ongol Ilawod
- Ongol Ilaya
- Poblacion Ilawod
- Poblacion Ilaya
- Sagrada Familia
- Salcedo
- San Juan
- Sibariwan
- Tamulalod
- Taslan
- Tina
- Tinaytayan
- Traciano